# Lucjan Żeligowski
Lucjan Żeligowski (Ashmiany, Imperio Ruso, 17 de octubre de 1865-Londres, Reino Unido, 9 de julio de 1947) fue un general, político y Comandante polaco, veterano de guerra de la Primera Guerra Mundial, la guerra polaco-soviética y la Segunda Guerra Mundial. Se lo recuerda principalmente por su papel en el Motín de Żeligowski y como jefe de una efímera República de Lituania Central.

## Biografía
Lucjan Żeligowski nació el 17 de octubre de 1865 en Oszmiana, en el Imperio Ruso (la moderna Ashmiany en Bielorrusia) de padres polacos Gustaw Żeligowski y Władysława Żeligowska de soltera Traczewska. Antes de las Particiones de Polonia, a finales del siglo XVIII, la ciudad formaba parte de la Mancomunidad Polaco-Lituana. Tras graduarse en la escuela de oficiales militares de Riga (1885), Żeligowski se incorporó al Ejército Imperial Ruso, donde sirvió en varios puestos de estado mayor y de mando. Luego se casó con Tatiana Pietrova y tuvo dos hijos.
Żeligowski luchó en la Guerra Ruso-Japonesa de 1904-1905. Durante la Primera Guerra Mundial sirvió como teniente coronel y oficial al mando de un regimiento imperial ruso de fusileros.

### Luchando contra los bolcheviques
Después de la Revolución de Febrero de 1917, Żeligowski se convirtió en uno de los organizadores del Ejército Polaco en el antiguo Imperio Ruso. Inicialmente comandante de un regimiento de infantería en las filas del 1er cuerpo polaco, fue rápidamente ascendido y se le dio el mando de una brigada. En 1918 empezó a crear una unidad polaca en la zona de Kuban, que finalmente se convirtió en la 4.ª División de Fusileros Polacos. Como parte del Ejército Polaco, su unidad luchó junto a los Blancos de Denikin en la Guerra Civil Rusa. En octubre del mismo año se convirtió en el Comandante en Jefe de todas las unidades polacas que lucharon en Rusia.
Después del estallido de la Guerra Polaco-Soviética y la derrota de Denikin, la unidad de Żeligowski recibió la orden de retirarse a la Besarabia rumana, donde participó en la defensa de la frontera contra las incursiones bolcheviques. Finalmente, en abril de 1919, la división se retiró a la recién establecida Segunda República Polaca, donde fue incorporada al Ejército Polaco y rebautizada como la 10.ª División de Infantería Polaca.
Durante la guerra contra la Rusia bolchevique, Żeligowski, amigo personal del mariscal polaco Józef Piłsudski, fue rápidamente ascendido a general y se le dio el mando de un grupo operativo de su nombre, compuesto por su 10.ª división y unidades adicionales, en su mayoría de origen partidista. Como tal, pronto se convirtió en el oficial al mando de todo el Frente Lituano-Bielorruso, que operaba en la zona de Polesia y los pantanos de Pinsk. Durante la Batalla de Varsovia en 1920 su unidad fue adscrita al III Ejército Polaco y participó en la persecución de las fuerzas bolcheviques y soviéticas que huían en la Batalla de Nemenčinė.

### República de Lituania Central
En octubre de 1920, Żeligowski, nativo de las tierras históricas de Lituania, fue elegido para comandar la primera división de infantería lituano-bielorrusa, compuesta principalmente por miembros del P.O.W., voluntarios y partisanos del territorio de la moderna Bielorrusia y Lituania. El 8 de octubre de 1920, después de un golpe de Estado, desertó con su unidad y tomó el control de la ciudad de Wilno (la actual Vilnius) y su área circundante. El 12 de octubre proclamó la independencia de dicha zona como República de Lituania Central, con Wilno como su capital. Inicialmente un dictador militar de facto, después de las elecciones parlamentarias pasó sus poderes al recién elegido parlamento, que a su vez decidió someter la zona a Polonia.

### Vida posterior
Después de la anexión de Lituania Central a Polonia, Żeligowski continuó su servicio en el ejército polaco. Ascendido a general de tres estrellas en 1923, sirvió como inspector del ejército, o como comandante de un distrito militar de la capital, Varsovia. En 1925 se convirtió también en el ministro polaco de Asuntos Militares. Derrotado por el golpe de Estado de Piłsudski (el golpe de mayo), pronto fue devuelto al puesto. Se retiró al año siguiente y se instaló en su casa familiar en Andrzejewo, cerca de Wilno.
En 1930 publicó un libro que contenía sus memorias de la Guerra Polaco-Soviética llamado Guerra de 1920: Memorias y pensamientos (Wojna w roku 1920. Wspomnienia i rozważania). También escribió numerosos artículos sobre los conflictos de principios del siglo XX para diversos periódicos polacos. En 1935 fue elegido diputado y permaneció en el Sejm hasta el estallido de la Segunda Guerra Mundial en 1939.

### Segunda Guerra Mundial y muerte
Durante la Invasión de Polonia, Żeligowski se ofreció como voluntario para las Fuerzas Armadas Polacas, pero no fue aceptado debido a su avanzada edad (tenía 74 años en ese momento) y a su mala salud. Sin embargo, se desempeñó como asesor del mando del frente polaco del sur. Después de la derrota polaca, evadió ser capturado por los alemanes y los soviéticos logrando llegar a Francia, donde se unió al gobierno polaco en el exilio encabezado por el general Władysław Sikorski. Miembro activo del Consejo Nacional Polaco, un órgano consultivo, escapó a Londres después de la derrota francesa en 1940.
Después del final de la Segunda Guerra Mundial Żeligowski declaró que volvería a Polonia, pero murió repentinamente el 9 de julio de 1947 en Londres. Su cuerpo fue llevado de vuelta a Polonia y enterrado en el Cementerio Militar Powązki en Varsovia.

## Condecoraciones
- Cruz del Comandante y Cruz de Plata Virtuti Militari
- Gran Cruz de la Orden Polonia Restituta
- Cruz y Medalla Independencia (25 de febrero de 1932)
- Cruz del Valor - cuatro ocasiones
- Orden del Mérito de las Fuerzas Centrales de Lituania
- Medalla Conmemorativa de la Guerra de 1918-1921
- Medalla de la Independencia recobrada
- Orden de San Jorge - IV clase
- Orden de San Vladimiro con espadas - clase IV
- Orden de Santa Ana, clase II y III
- Orden de San Estanislao, II clase
- Comendador de la Legión de Honor
- Cruz de Guerra de Francia
- Laurel Dorado de la Academia Polaca de Literatura